# Spreekcel
Een spreekcel is een geluidsdichte ruimte, waarin bijvoorbeeld een radioprogramma wordt gepresenteerd.
De presentator heeft hierbij niet de mogelijkheid om zelf de techniek te doen voor het radioprogramma. Daarvoor is een geluidstechnicus nodig die de schuiven aan de andere kant van het glas (vanuit de regieruimte) bedient. Een spreekcel wordt ook gebruikt voor het opnemen van onder andere nieuwsbulletins op de radio.